# FK ČSK Pivara
Der FK ČSK Pivara  (offiziell auf Serbisch: Фудбалски клуб ЧСК Пивара – ФК ЧСК Пивара, Fudbalski klub ČSK Pivara – FK ČSK Pivara), gewöhnlich ČSK Pivara, ist ein serbischer Fußballverein aus Čelarevo, einem Dorf in der Nähe von Bačka Palanka. Der FK ČSK Pivara spielt derzeit in der Gruppe Nord der Srpska Liga Vojvodina.

## Geschichte
Der Klub  wurde 1925 unter dem Namen ČOSK (Čebski omladinski fudbalski klub, auf Deutsch Čebische Jugendfußballverein) gegründet. 1946 wird der Verein unter dem Namen FK Radnički wiederbelebt. 1950 benennt sich der Verein in SK Podunavlje um, ehe 1953 durch die Fusion mit dem Verein Krajišnik der heutige ČSK entstand. Von 1963 bis 1967 und 1969 bis 1972 spielt der Verein in der Vojvodina Liga, der damaligen vierten liga Jugoslawiens. Bis 1989 spielte der Verein in den unteren Regionalligen, ehe sie wieder in die Vojvodina Liga aufstiegen, allerdings stiegen sie nach nur einer Saison wieder ab. 1993 stieg der Verein in die Serbische Liga Nord, der dritten Liga Jugoslawiens auf. 1998 folgte der Aufstieg in die zweite Liga Jugoslawiens. Dort verblieben sie bis 2002. Von 2002 bis 2005 spielten sie in der Srpska Liga Vojvodina, der dritten Liga Serbiens. 2005 stieg der Verein in die Prva Liga, der zweiten Liga Serbiens, auf. 2010 folgte der Abstieg. Ab 2015 spielte der Verein wieder kurz in der Prva Liga.